# Szczyrbski Szczyt
Szczyrbski Szczyt albo Szczyrbska Turnia (niem. Csorbaer Spitze, Tschirmer Spitze, Zirbener Spitze, słow. Štrbský štít, węg. Csorbai-csúcs) – wyraźnie wyodrębniony wierzchołek w kształcie piramidy w głównej grani odnogi Krywania, pomiędzy Hlińską Turnią (Hlinská veža), od której oddziela go siodło Młynickiej Przełęczy (Mlynické sedlo), a wschodnią granią Hrubego Wierchu (Hrubý vrch), od której oddziela go Szczyrbska Przełęcz (Štrbské sedlo). Wznosi się na wysokość 2382 m (według wcześniejszych pomiarów 2381 m lub 2385 m).

## Opis szczytu
Jest to wybitny i typowy samodzielny szczyt, od sąsiednich szczytów w grani oddzielony głębokimi przełęczami. Jest przy tym względnie łatwo dostępny. Jego grań to rumowisko wielkich bloków skalnych. Od wierzchołka, w kierunku południowym odchodzi krótka grzęda o wysokich (ok. 400 m) ścianach, rozdzielająca górne piętro Doliny Młynickiej na dwa kotły: Capi Kocioł i Kozi Kocioł. Ściany północne szczytu opadają w kierunku Doliny Hlińskiej. Na północ ze szczytu opada północny filar o wysokości około 330 m. Po prawej (patrząc od dołu) stronie ogranicza go wielka depresja, po lewej wybitny północny żleb. W połowie wysokości filar rozgałęzia się na dwa ramiona, między którymi jest wielka depresja. Najwybitniejszą z wklęsłych formacji skalnych północnej ściany Szczyrbskiego Szczytu jest północny żleb ukośnie przecinający całą tę ścianę i dochodzący do grani kilkadziesiąt metrów na zachód od szczytu. W 2/3 wysokości żlebu odgałęzia się od niego średnio stroma formacja wklęsła (częściowo zachód, częściowo żleb), który dochodzi do wschodniej grani Szczyrbskiego Szczytu.
Nazwa szczytu pochodzi pośrednio od wsi Szczyrba (w Dolinie Młynickiej mieszkańcy tej wsi wypasali swoje bydło, stąd wywodzi się jej dawniejsza nazwa Dolina Szczyrbska). Rejon Szczyrbskiego Szczytu był terenem łowieckim koziarzy, wierzchołek był miejscem pomiarów triangulacyjnych.
O skały tego szczytu w czerwcu 1979 zahaczył helikopter wiozący 6 ratowników THS spieszących na pomoc lekko rannej niemieckiej turystce. W rezultacie spadł i eksplodował w rejonie progu pod Capim Stawem. Zginęło pięciu ratowników (w tym jeden zmarł w szpitalu) i dwóch członków załogi śmigłowca; przeżył jeden z ratowników oraz drugi pilot. Była to największa katastrofa w akcjach ratowniczych THS.

## Taternictwo
Na szczyt nie poprowadzono oznakowanych szlaków turystycznych. Dopuszczalne jest uprawianie taternictwa. Ściany Szczyrbskiego Szczytu osiągają wysokość do 400 m, są jednak kruche i dość łatwe, co sprawia, że taternicy wspinają się na nich rzadko.
Pierwsze odnotowane wejścia
- latem – Lajos Petrik z osobami towarzyszącymi około 1895 r.
- zimą – E. Baur, Alfred Martin 5 stycznia 1906 r.[5]

Szczyt ten zdobyły również w sierpniu 1908 r. dwie kobiety: Helena Dłuska i Irena Pawlewska-Szydłowska, zapoczątkowując w ten sposób samodzielne kobiece taternictwo.
Drogi wspinaczkowe
1. Wschodnią granią, z Młynickiej Przełęczy; I w skali tatrzańskiej, czas przejścia 30 min
2. Z Młynickiej Przełęczy, obhodząc grań; 0, 30 min
3. Droga Petrika (południowo-wschodnim zboczem); 0+, 1 godz.
4. Droga Kościelniaka; 0+, 1 godz.
5. Droga Grosza (południową grzędą); II, 1 godz. 30 min
6. Droga Chudego (południową grzędą); IV, 1 godz.
7. Prawym żlebem południowo-zachodniej ściany; 2 godz.
8. Południowo-zachodnim żebrem; III., miejsce IV, 2 godz.
9. Lewym żlebem południowo-zachodniej ściany; miejsce III, 2 godz.
10. Lewą częścią południowo-zachodniego zbocza, znad Kolistego Stawu; 0+, 30 min
11. Zachodnią granią, ze Szczyrbskiej Przełęczy; I, 45 min
12. Północno-zachodnią ścianą z Małego Ogrodu; I, 1 godz.
13. Północnym żebrem; III, 3 godz.
14. Prawą częścią północnej ściany; II, 1 godz. 30 min
15. Prawą częścią północnego filara; II-IV
16. Prawym ramieniem północnego filara; Y-, 7 godz.
17. Międzyramienną depresją północnego filara; V, 8 godz.
18. Lewym ramieniem północnego filara; IV, 3 godz.
19. Michnik letni (lewą częścią północnego filara); III, IV, wyciąg V, niezwykle krucho, 4 godz.
20. Michnik zimowy (lewym skrajem północnego filara i najwyższą częścią północnego żlebu); V, A-, 7 godz. 30 min
21. Północnym żlebem; II, miejsce IV, 3 godz.
22. Lewą częścią ściany; II, bardzo krucho, 2 godz.

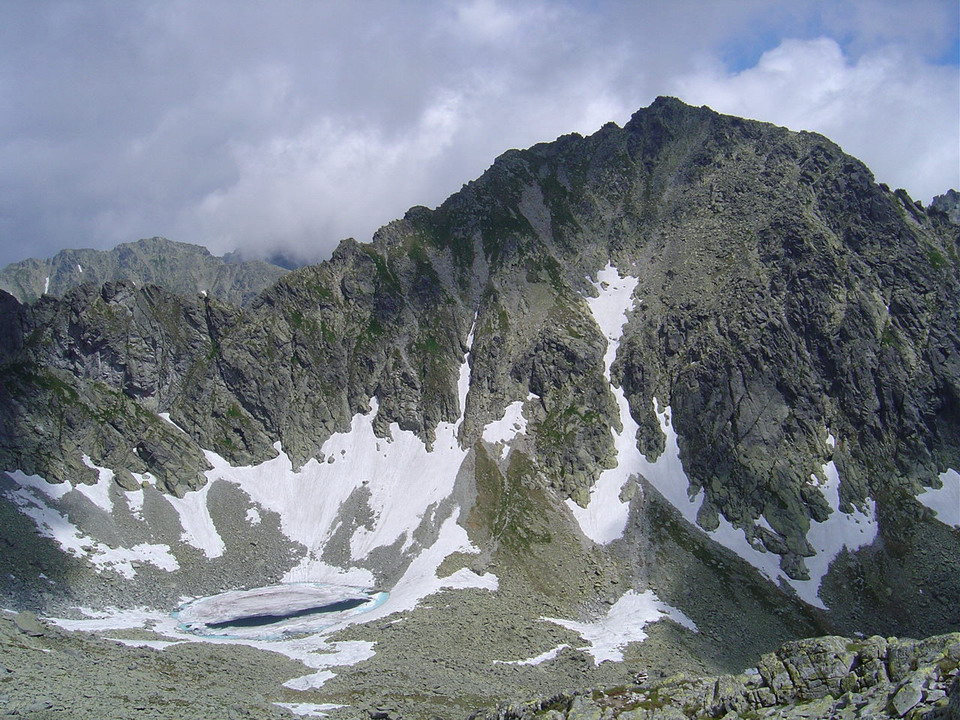
Widok na Szczyrbski Szczyt z Bystrej Ławki
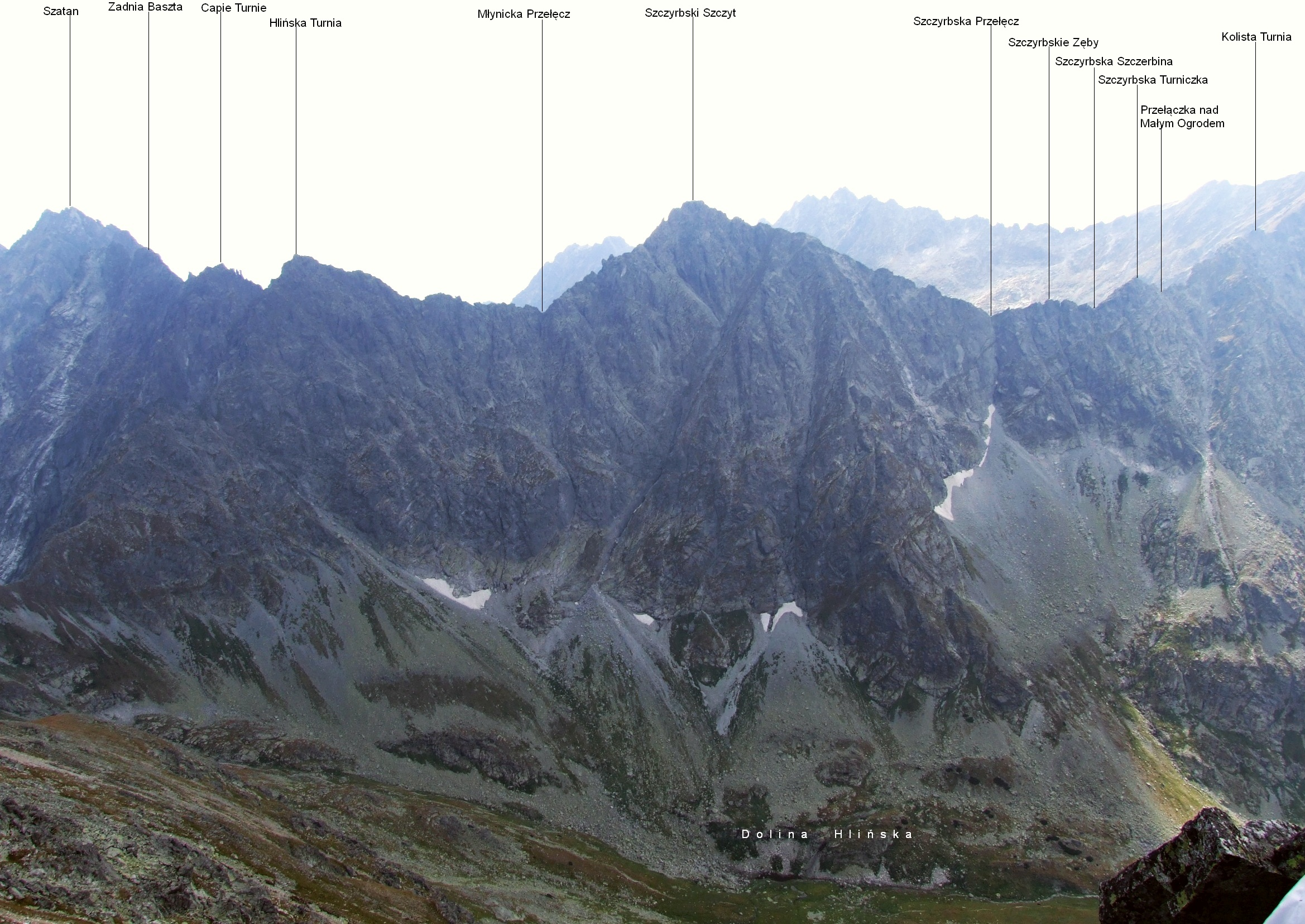
Widok z Koprowego Wierchu
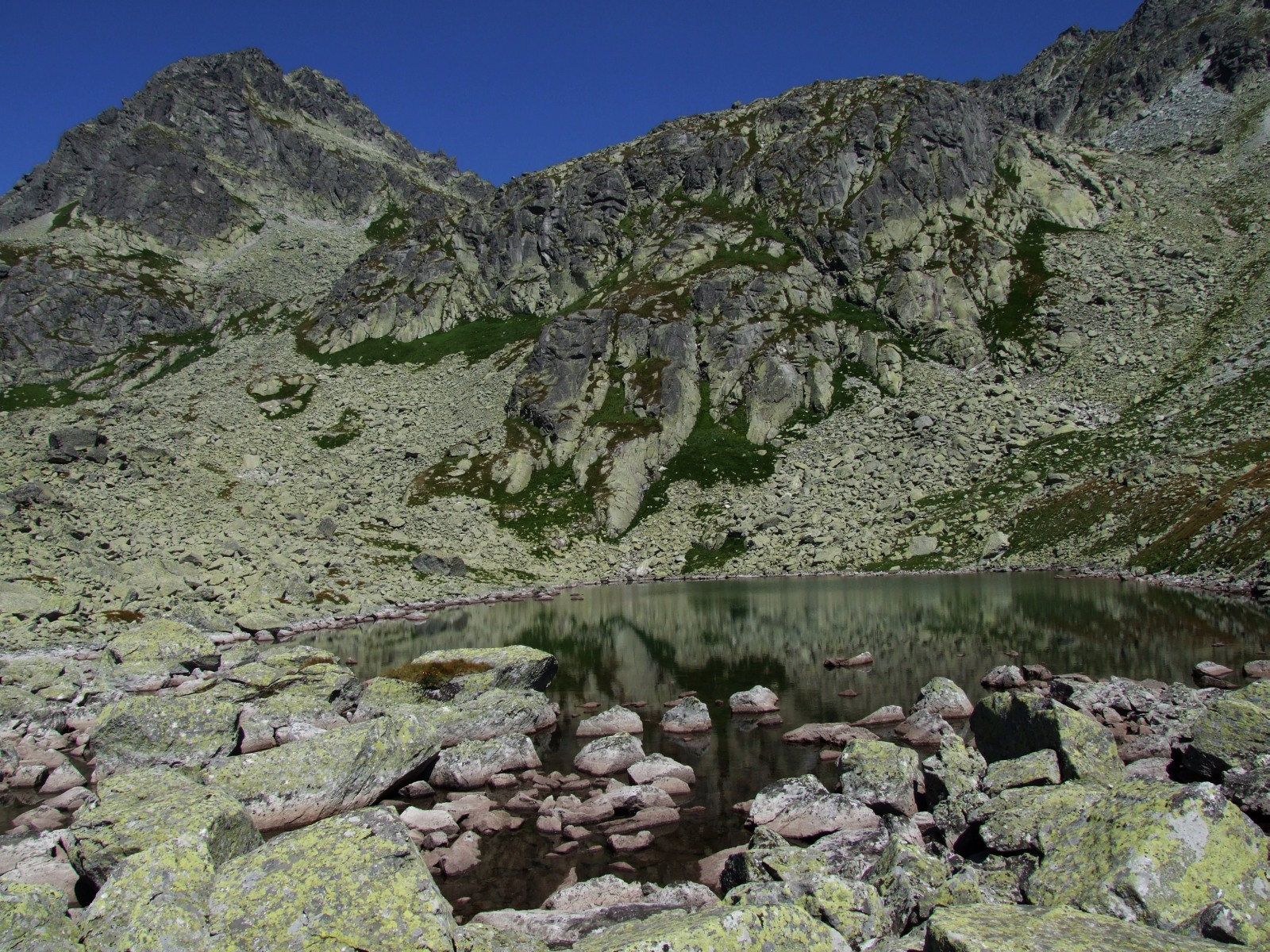
Widok na Szczyrbski Szczyt znad Niżniego Koziego Stawu
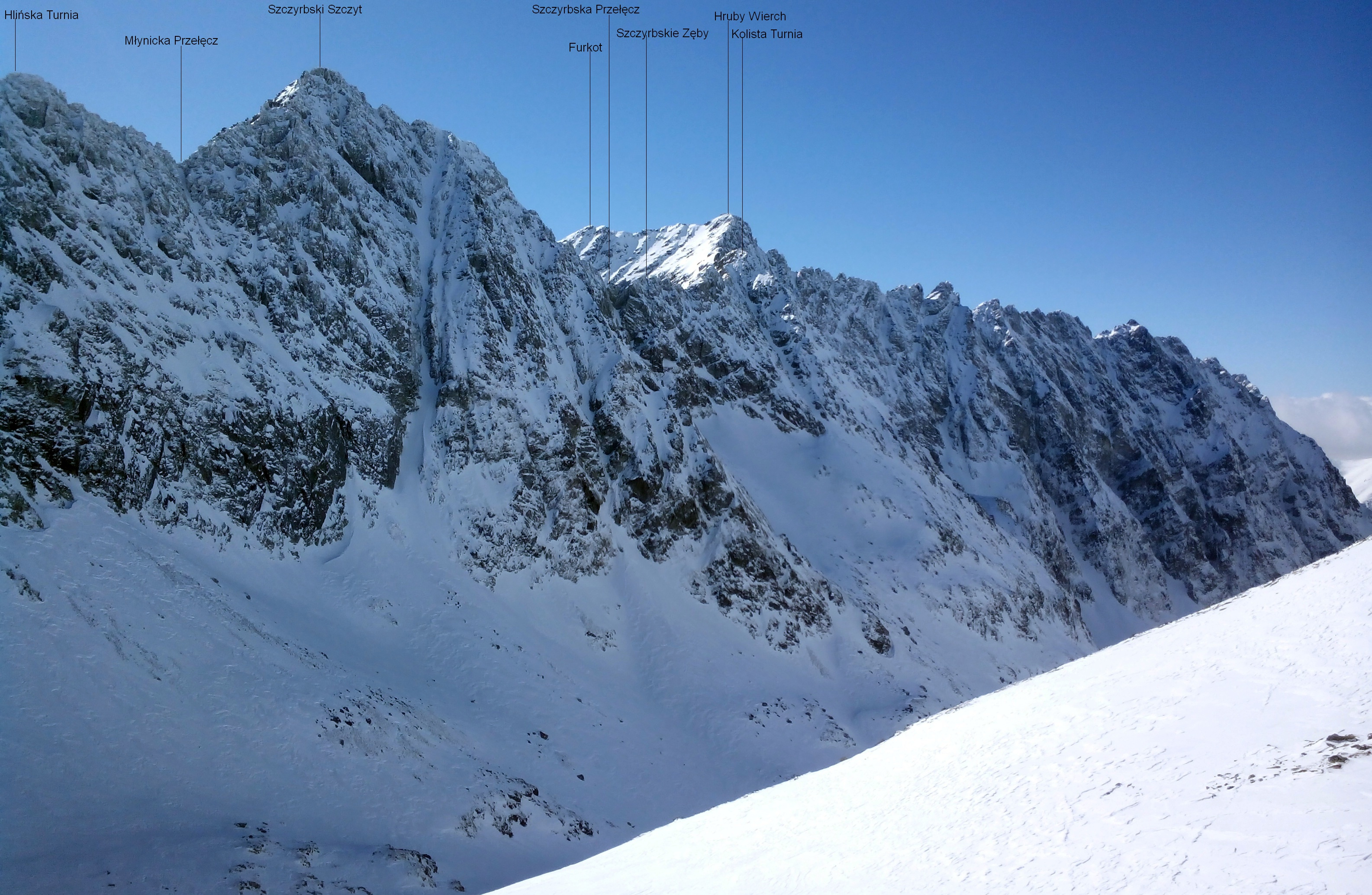
Szczyrbski Szczyt zimą